# Príncep Nariyoshi
El Príncep Narinaga o Príncep Nariyoshi (成良親王, Narinaga no shinnō, Nariyoshi no shinnō) (1325 - 21 de gener del 1338) va ser un dels dos shōgun que va governar durant la Restauració Kenmu, entre el 1334 i el 1336.
Era fill de l'Emperador Go-Daigo, va ser assassinat per Ashikaga Tadayoshi el 1338. La seva mort va produir la caiguda de la Restauració i el retorn del càrrec del shōgun a mans dels samurais, sota el clan Ashikaga que va fundar el shogunat Ashikaga en aquell mateix any, i va dividir la família imperial en dues faccions oposades entre la Cort del Nord recolzada per Ashikaga situada a Kyoto i la Cort del Sud amb seu a Yoshino dirigida per Go-Daigo i els seus posteriors successors, iniciant el Període Nanboku-chō (les corts del Nord i del Sud).